# Mohamed Toufali
Mohamed Toufali (Melilla, 1952) è un cantante e poeta berbero.

## Biografia
Alla fine degli anni '60 emigrò a Madrid e successivamente (1975) a New York dove risiede attualmente. Insegnante di matematica e di informatica, è sposato e ha tre figli. Per qualche tempo ha lavorato all'università di Fez ma poi è tornato di nuovo negli Stati Uniti.
Fin da ragazzo fu attratto dalla musica, ma successivamente si interessò anche alla letteratura, la poesia e la pittura. Le sue opere sono scritte sia in spagnolo che in inglese e in berbero.
Le sue prime esperienze musicali furono i canti tradizionali del Rif. Ultimamente sta cercando di tradurre in musica rock alcuni poeti antichi del Rif. Ha pubblicato alcuni CD, ha scritto diversi libri e collabora regolarmente con un giornale di New York in lingua spagnola.